# Río Paine (Canal Picton)
El río Paine es un curso natural de agua que drena un sector de la isla Mornington y fluye hacia el noreste hasta desembocar en el canal Picton.
(No confundir con el río Paine de la cuenca del río Serrano en el parque nacional Torres del Paine.)

## Historia
Luis Risopatrón lo describe brevemente en su Diccionario Jeográfico de Chile de 1924:
Paine (Rio) 49° 43' 75° 16'. Es formado por las aguas de lluvia de innumerables quebradas, presenta evidentes rastros de oro en sus arenas i se vácia en el fondo del saco del estuario del mismo nombre, de la isla Mornington. 1, XXIX, p. 116 i 117.